# Grez-Neuville
Grez-Neuville ist eine französische Gemeinde mit 1437 Einwohnern (Stand 1. Januar 2022) im Département Maine-et-Loire.

## Lage
Grez-Neuville liegt etwa 50 Meter ü. d. M. an der Mayenne, etwa 25 Kilometer nordwestlich der Stadt Angers. 

## Bevölkerungsentwicklung
| Jahr      | 1962 | 1968 | 1975 | 1982 | 1990 | 1999 | 2010 | 2018 |
| Einwohner | 771  | 853  | 765  | 860  | 1040 | 1307 | 1467 | 1433 |

Der anhaltende Bevölkerungsanstieg in den vergangenen Jahrzehnten ist auf die Nähe zur Großstadt Angers und die vergleichsweise niedrigen Mieten und Grundstückspreise zurückzuführen.

## Geschichte
Nach der Neugliederung der Ortschaft Neuville im 9. Jahrhundert war Grez im 11. Jahrhundert eingemeindet worden. Die Namen der beiden Ortschaften leiten sich aus dem lateinischen Nova Villa und Greto oder Greio ab. 
Grez-Neuville gehörte während des Ancien Régime trotz seines Doppelnamens und trotz der zwei getrennten Ortschaften immer nur zu einer einzigen Kirchengemeinde. Zwei Drittel ihrer Mitglieder wohnten in Neuville, der Rest in Grez. 1688 hatte die Gemeinde 193 Einwohner, im Jahr 1790 waren es 1269, was in etwa der heutigen Einwohnerzahl entspricht. 
Den Eindruck eines befestigten Bauwerkes macht die große Mühle, die das Wehr über die Mayenne beherrscht. Die Produktion von Öl und Mehl wurde 1955 eingestellt; seitdem beherbergt sie eine Molkerei. Nahe dem Wehr gab es bis ins 15. Jahrhundert eine Brücke. Nachdem sie zusammengebrochen war, existierte bis zum Bau der heutigen Eisenbrücke im Jahr 1880 nur eine Fährverbindung.

## Wirtschaft
Im Zentrum des Wirtschaftens stand immer schon die Landwirtschaft, die ursprünglich der Selbstversorgung diente. Wichtiger Erwerbszweig war darüber hinaus in der Vergangenheit der Bau von Schuten für den Warentransport auf Binnengewässern. Urlauber können auch heute noch eines der schmalen Pénichettes mieten und damit die Mayenne flussaufwärts oder flussabwärts zum Zusammenfluss mit Loir und Sarthe befahren.

## Sehenswürdigkeiten
In beiden Ortschaften finden sich Wohngebäude aus dem 17. und 18. Jahrhundert. Sehenswert sind in Neuville das Pfarrhaus aus dem 18. Jahrhundert Le Grand Logis aus dem 18. Jahrhundert sowie die Kunstgalerie L'aquarelle. In Grez gibt es die private Kapelle Saint Jacques,  ein Priorat mit Turm (Le Vieux Logis) sowie einen Treidelpfad in Richtung des Parks der Isle Briand.
Schaustück in Grez ist die dem Hl. Martin von Vertou geweihte Kirche Saint-Martin-de-Vertou. Die aus Sandstein erbaute Saalkirche wurde im 12. Jahrhundert geweiht und über die Jahrhunderte etliche Male umgebaut und erweitert. Das Dachgebälk ist mit Paneelen verkleidet; der barocke Hauptaltar und zwei Seitenaltäre stammen aus dem 18. Jahrhundert.
Siehe auch: Liste der Monuments historiques in Grez-Neuville

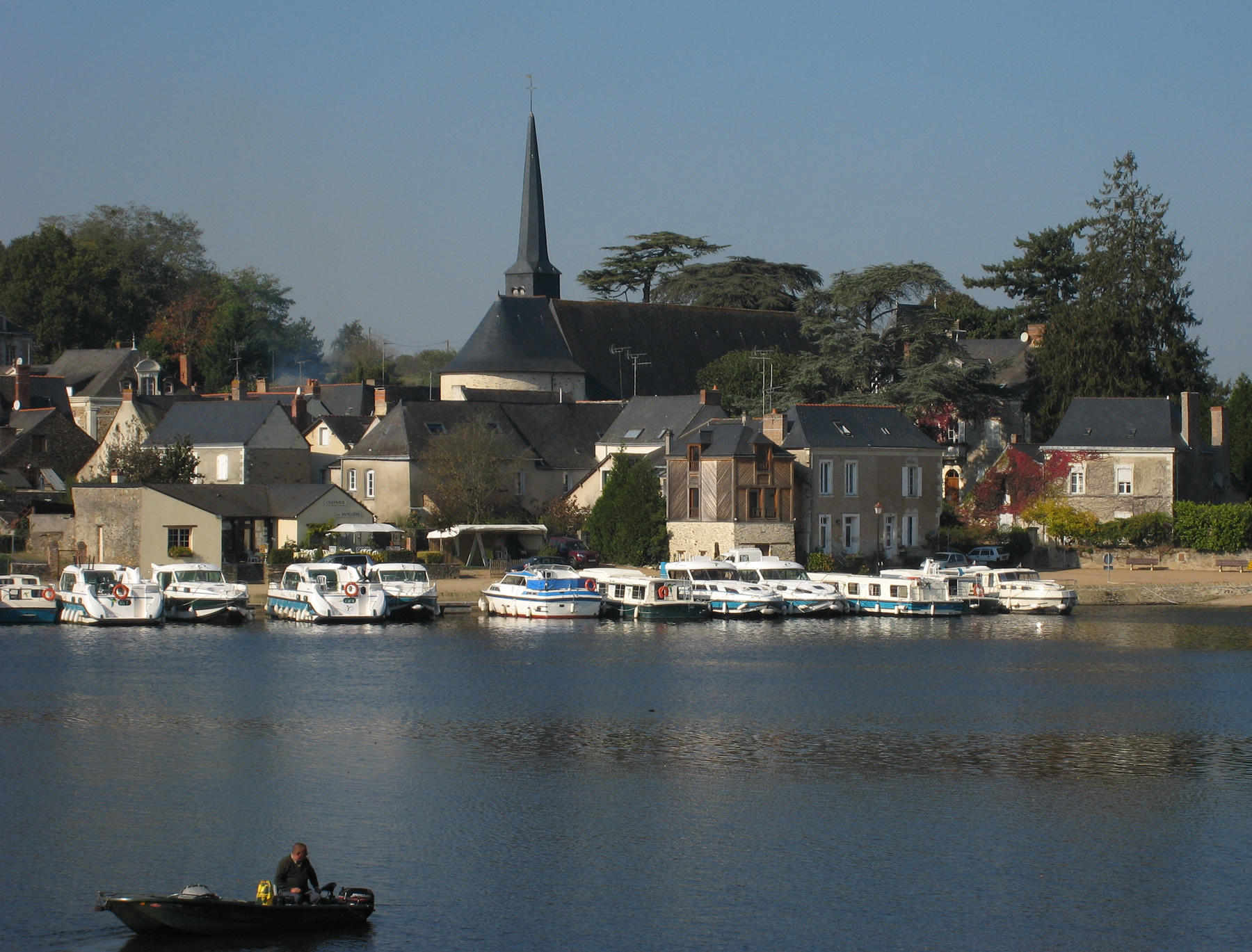
Blick auf den Ort
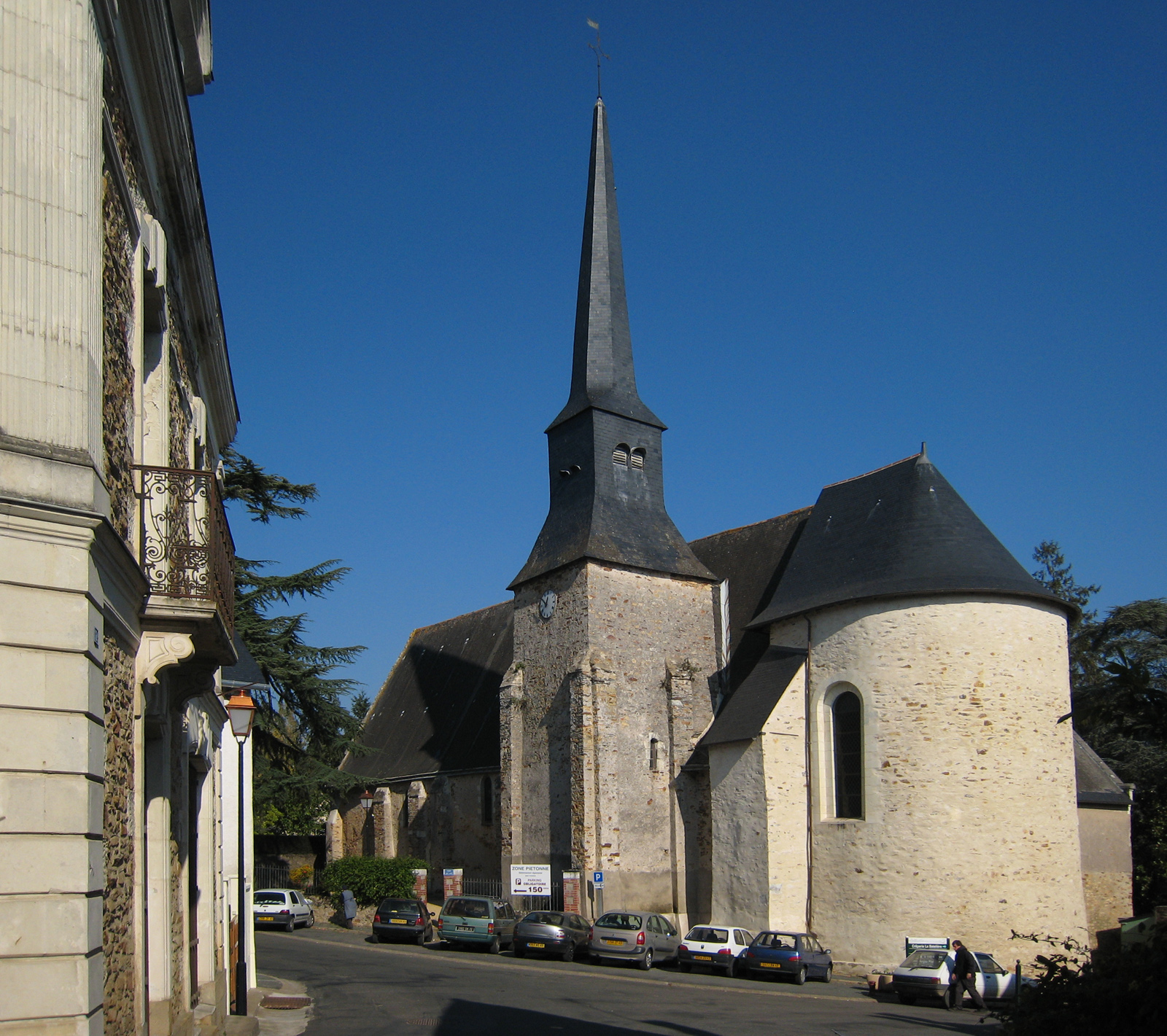
Kirche Saint-Martin-de-Vertou
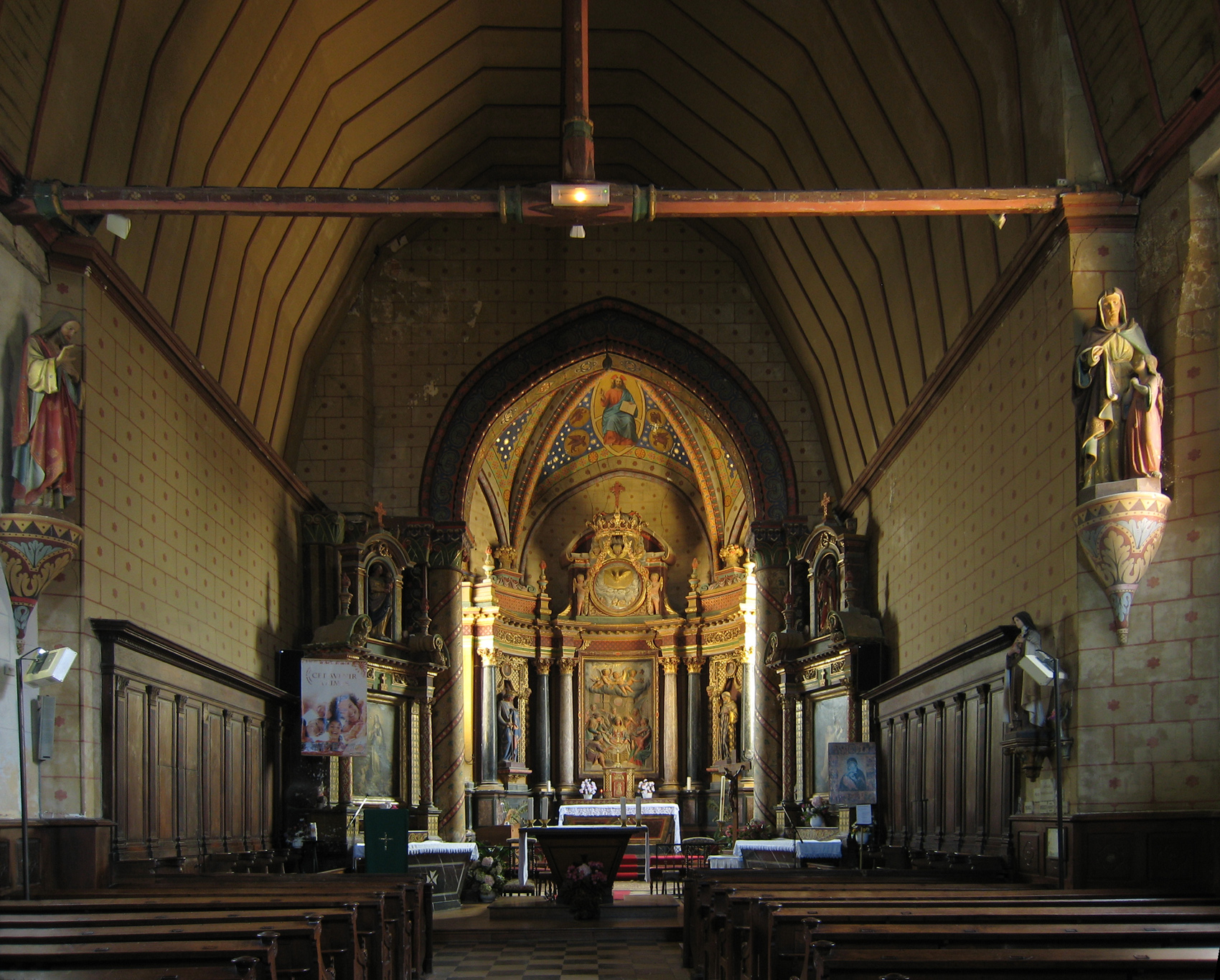
Kirche Saint-Martin-de-Vertou
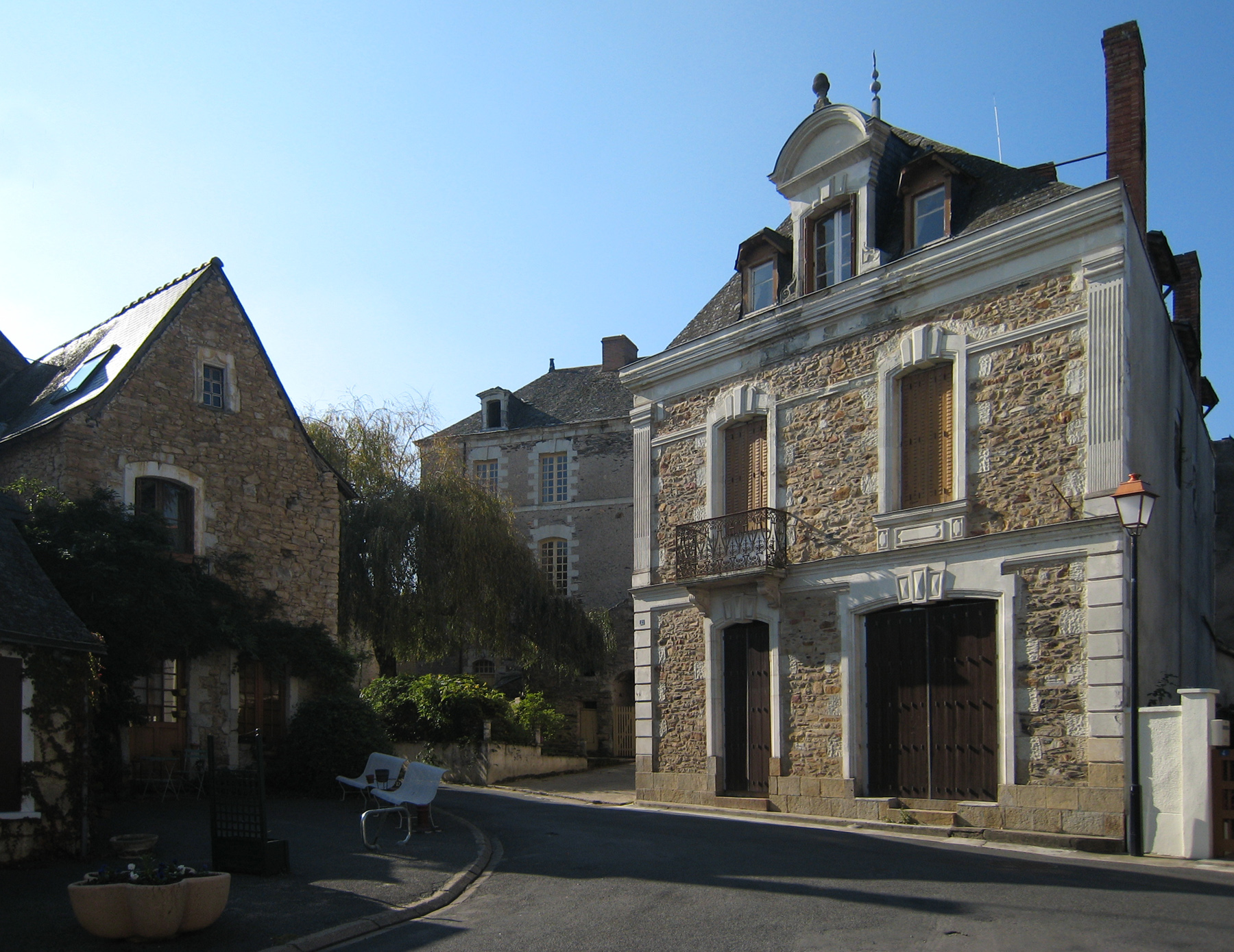
Alte Wohnhäuser gegenüber der Kirche
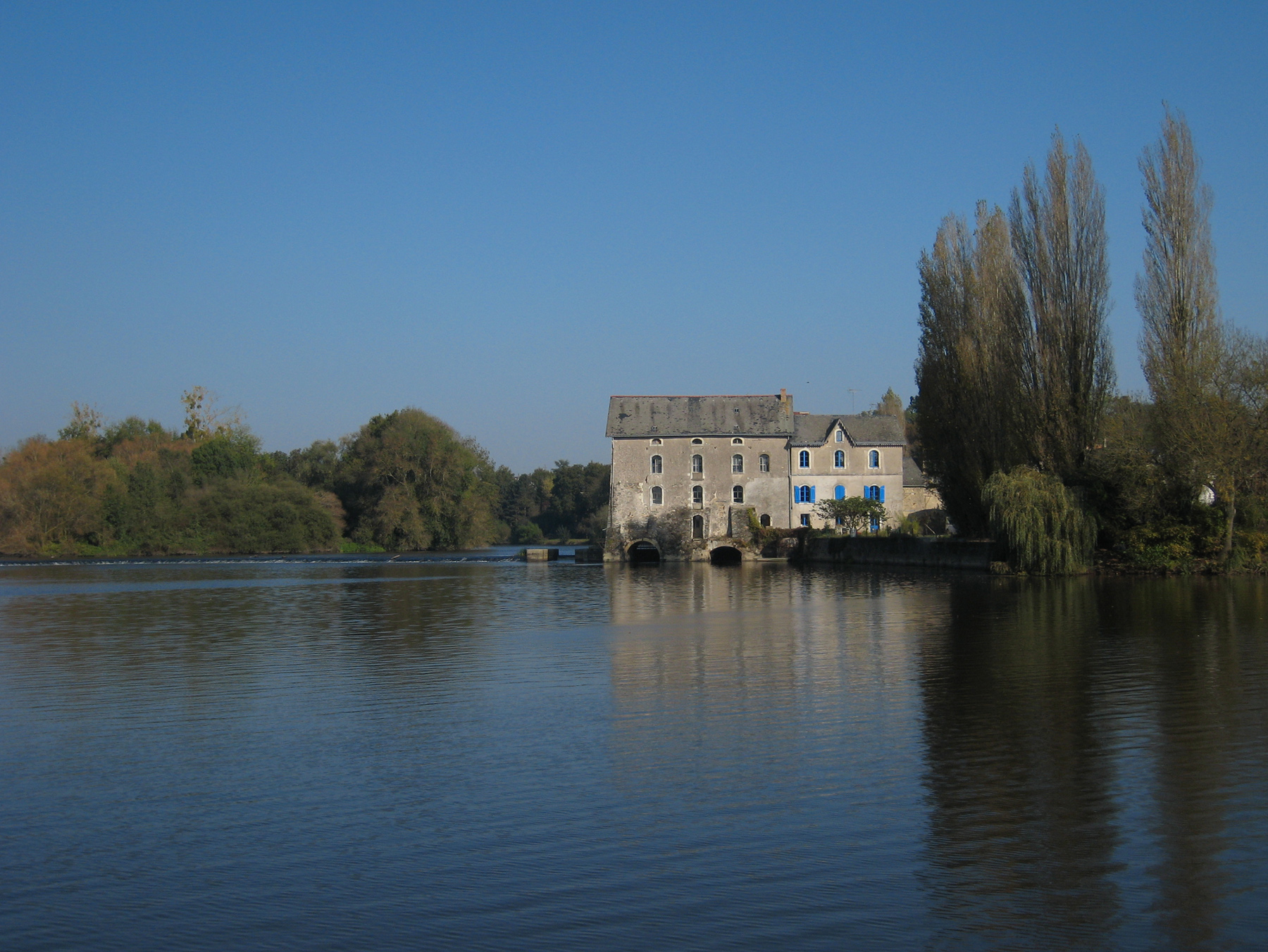
Große Mühle am Wehr
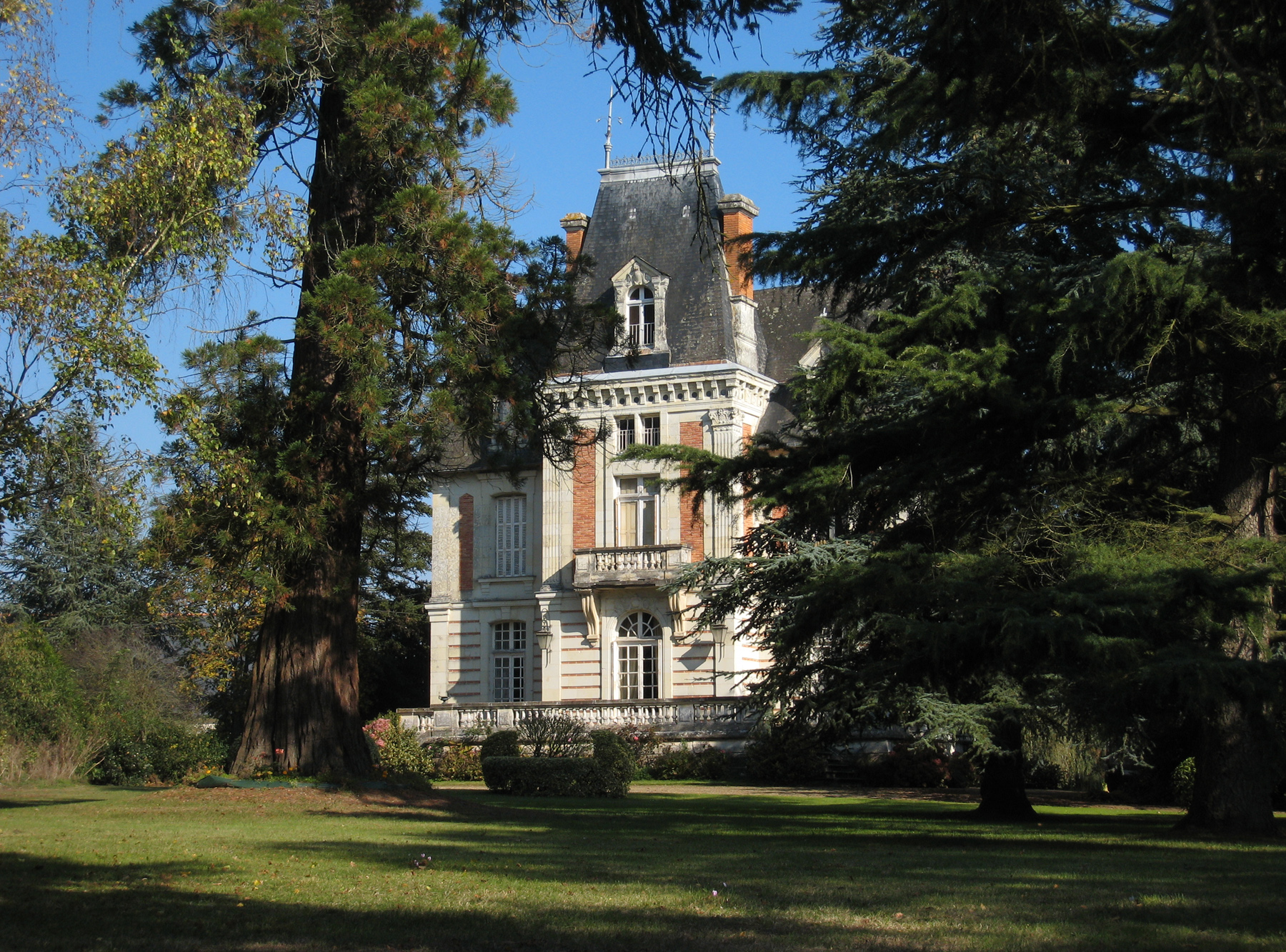
Herrenhaus am Ortsrand